# عضو كورتي
عضو كورتي (الاسم العلمي: organum spirale) أو العضو الحلزوني، هو الجهاز المُستقبل للسمع ويقع ضمن القوقعة في الأذن الداخلية عند الثدييات. يسمح وجود الصف المتنوع للغاية من الخلايا الظهارية بنقل الإشارات السمعية إلى مكان جهد فعل النبضات العصبية. يحدث هذا الانتقال من خلال اهتزازات الهياكل في الأذن الداخلية، ما يسبب نزوح سائل القوقعة وحركة الخلايا الشعرية في عضو كورتي لإنتاج إشارات كهروكيميائية.
اكتشف عالم التشريح والطبيب الإيطالي ألفونسو جياكومو جاسابور كورتي (1822- 1876) عضو كورتي في عام 1851. تطورات البنية التي تحدث في الحليمة القاعدية مهمة للنقل الميكانيكي عند الثدييات.

## البنية
يقع عضو كورتي وسط قناة قوقعة الأذن الداخلية بين القناة الدهليزية والقناة الطبلية ويتكون من الخلايا الميكانيكية الحسيّة، المعروفة باسم الخلايا الشعرية. يوجد ثلاثة صفوف من الخلايا الشعرية الخارجية (OHCs) وصف واحد من الخلايا الشعرية الداخلية (IHCs) على الغشاء القاعدي لعضو كورتي.
يبدو المظهر الخارجي لقمم الخلايا الشعرية كأصابع صغيرة وهي «الأهداب»، وترتّب بطريقة متدرجة، إذ تتوضع الأهداب القصيرة على الصفوف الخارجية والأطول منها في الوسط. يُعتقد أن هذا التدرج هو أهم ميزة تشريحية لعضو كورتي، لأنه يعطي الخلايا الحسية قدرتها المتفوقة على أداء وظيفتها.
عندما تكون قوقعة الأذن ممدودة (أي غير ملفوفة مثل شكلها الطبيعي)، فسيبلغ طولها نحو 33 مم عند النساء و34 مم عند الرجال، مع نحو 2.28 ملم من الانحراف المعياري. تُنظَّم القوقعة أيضًا بطريقة أنبوبية، إذ تتفاعل الترددات المختلفة للأمواج الصوتية في عدة مواقع على هيكل القوقعة. قاعدة القوقعة، هي الأقرب إلى الأذن الخارجية، وهي الأكثر صلابةً وضيقاً، وتنقل الأصوات عالية التردد، أما قمة أو أعلى قوقعة الأذن فهي الأوسع والأكثر مرونة وتعمل على نقل الأصوات منخفضة التردد.

## الوظيفة
تتمثل وظيفة عضو كورتي في نقل الإشارات السمعية والتقليل من استخراج الخلايا الشعرية للطاقة الصوتية. يعمل صيوان الأذن والأذن الوسطى كمحولات ومكبرات صوت ميكانيكية إذ تصبح سعة الموجات الصوتية عند خروجها أكبرب 22 مرة من سعتها عند دخولها الأذن.

### النقل السمعي
بالنسبة لمواد السمع الطبيعية، فإن معظم الإشارات السمعية التي تصل إلى عضو كورتي في الدرجة الأولى تأتي من الأذن الخارجية. تدخل الأمواج الصوتية عبر القناة السمعية ثم يهتز الغشاء الطبلي، المعروف أيضًا باسم طبلة الأذن، إذ تهتز ثلاث عظام صغيرة تسمى «العظيمات السمعية». نتيجة لذلك، تتحرك النافذة البيضوية وتتسبب في حركة النافذة المستديرة، مما يؤدي إلى إزاحة سائل القوقعة. ومع ذلك، يمكن أن يحدث التحريض أيضًا عن طريق الاهتزاز المباشر للقوقعة من داخل الجمجمة.
يضغط الغشاء القاعدي للقناة الطبلية على الخلايا الشعرية في عضو كورتي عند مرور موجات الضغط. تنتقل الأهداب الموجودة فوق الخلايا الشعرية الداخلية مع هذا النزوح للسائل استجابةً للشوارد الموجبة، أو انتقائية الأيونات الموجبة. يقع عضو كورتي على الغشاء القاعدي في القناة القوقعية محاطاً بالسائل اللمفي الغني بالبوتاسيوم. يقع تحت عضو كورتي القناة الطبلية وأعلاها نجد القناة الدهليزية. كلا الهيكلين موجودان في اللّمف الخارجي (السائل المنخفض البوتاسيوم). نظرًا لأن الأهداب تقع وسط تركيز عالٍ من البوتاسيوم، فبمجرد أن تُفتح قنوات الكاتيون الخاصة بها، ستتدفق أيونات البوتاسيوم وأيونات الكالسيوم إلى الجزء العلوي من الخلية الشعرية. مع هذا التدفق من الأيونات الإيجابية، تصبح الخلايا الشعرية الداخلية مستقطبة، وتفتح قنوات الكالسيوم بوابات الجهد في المنطقة السفلية من الخلايا الشعرية ويؤدي ذلك إلى إطلاق مجموعة من غلوتامات الناقل العصبي. ثم تُرسل الإشارات الكهربائية من خلال العصب السمعي وإلى القشرة السمعية للدماغ كرسالات عصبية.
تضخيم قوقعة الأذن
عضو كورتي قادر أيضًا على تعديل الإشارات السمعية. يمكن للخلايا الشعرية الخارجية (OHCs) تضخيم الإشارة من خلال عملية تسمى الدافع الكهربائي، إذ تزيد من حركة الأغشية القاعدية والسّقفية وبالتالي تزيد من انحراف الأهداب في الخلايا الشعرية الداخلية (IHCs).
يعتبر البروتين الحركيّ من العناصر الأساسية المهمّة لهذا التضخيم في قوقعة الأذن إذ يغير شكله بناءً على قوّة التيار الكهربائي داخل الخلية الشعرية. عندما تكون الخلية مستقطبة، والبروتين قصيرًا، ولأنها تقع على غشاء الخلايا الشعرية الخارجية، تسحب الغشاء القاعدي وتزيد من مقدار انحراف الغشاء، ما يخلق تأثيرًا أكثر كثافة على الخلايا الشعرية الداخلية (IHCs). عندما تفرز الخلية المفرطة الاستقطاب وتطيل التوتر على الخلايا الشعرية الداخلية IHCs))، تقل النبضات العصبية إلى الدماغ. وبهذه الطريقة، تستطيع الخلية الشعرية تعديل الإشارات السمعية قبل وصولها إلى المخ.

## التطور
يتطور عضو كورتي بعد تشكّل ونمو القناة القوقعية بين القناة الطبلية والقناة القوقعية. ثم تتمايز الخلايا الشعرية الداخلية والخارجية إلى مواقعها المناسبة وتتبعها الخلايا الداعمة. ينسجم توضُّع الخلايا الداعمة مع الخواص الميكانيكية الفعلية اللازمة للحركات عالية التخصص التي يسببها الصوت داخل عضو كورتي.
يعتمد نمو وتطور عضو كورتي على جينات معينة، حُدّد الكثير منها في الأبحاث السابقة (SOX2،GATA3 ،EYA1 ، FOXG1، BMP4، RAC1 وأكثر)، للخضوع لهذا التمايز؛ على وجه التحديد، نمو القناة القوقعية وتشكيل الخلايا الشعرية داخل عضو كورتي.
تؤدي الطفرات في الجينات، التي يُعبّرعنها داخل أو قرب عضو كورتي قبل تمايز الخلايا الشعرية إلى اضطراب في التمايز، وخلل محتمل في هذا العضو.

## الأهمية السريرية

### فقدان السمع
يمكن أن يتلف عضو كورتي بسبب مستويات الصوت العالية، ما يؤدي إلى ضعف ناتج عن الضوضاء.
النوع الأكثر شيوعًا من ضعف السمع، هو ضعف السمع الحسي العصبي، يشمل كسبب رئيس النقص في وظيفة عضو كورتي. تكون وظيفة التضخيم الفعالة للخلايا الشعرية الخارجية حساسة جدًا للتلف الناتج عن التعرض للصدمات الناتجة عن الأصوات العالية أو لبعض الأدوية السامة للأذن. بمجرد تلف الخلايا الشعرية الخارجية، فإنها لا تتجدد، والنتيجة فقدان الحساسية ونمو كبير بشكل غير طبيعي في الجزء الذي توجد فيه الخلايا التالفة.
كان ضعف السمع يعتبر دائمًا أمرًا لا رجعة فيه عند الثدييات. تعمل الأسماك والطيور بشكل روتيني على إصلاح هذا الضرر. أظهرت دراسة أجريت عام 2013 أن استخدام عقاقير معينة قد ينشط الجينات التي يُعبّر عنها بشكل طبيعي فقط خلال نمو الخلايا الشعرية. أُجري البحث في كلية الطب في جامعة هارفارد، ومستشفى ماساتشوستس للأمراض العينيّة والأذنيّة، وكلية الطب في جامعة كيئو باليابان.

## صور إضافيَّة

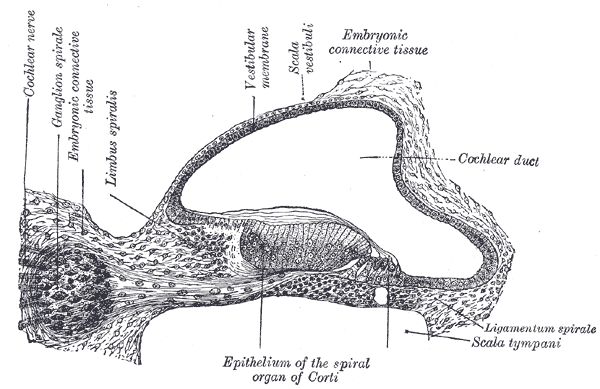
مقطع عرضي للقناة القوقعيَّة لقطة في المرحلة الجنينية.
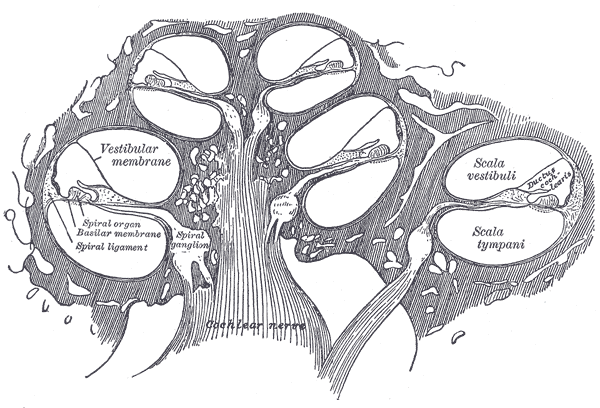
مقطع طولي للقوقعة.
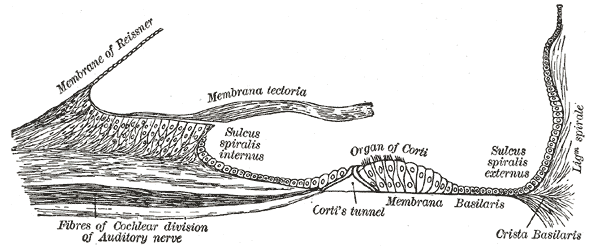
أرضية القناة القوقعيَّة.
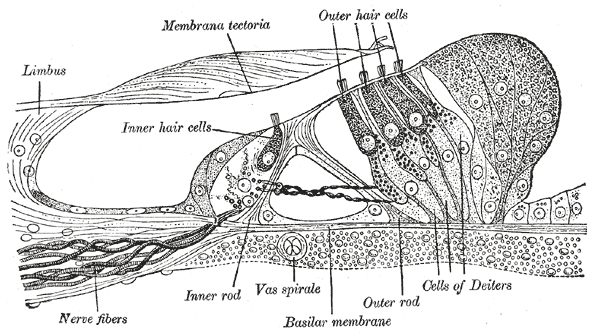
مقطع مُكبَّر عبر عضو عضو كورتي الحلزوني.